# Sofia Giatsintova
Sofia Vladimirovna Giatsintova (em russo: Со′фья Влади′мировна Гиаци′нтова; Moscou, 4 de agosto de 1895 – Moscou, 12 de abril de 1982) foi uma atriz russa-soviética de cinema e teatro, que atuou no Teatro de Arte de Moscou (1910-1937), no Teatro Lenkom (1938-1957, 1961-1982, onde foi diretora artística em 1951-1957) e no Teatro de Drama Moscou Stanislavsky (1958-1960). Sofia Giatsintova, artista do provo da União Soviética (1955), recebeu o Prêmio Estatal da URSS em 1947 (por seu papel de Varvara Mikhaylovna no filme The Vow de 1946), bem como numerosos prêmios estaduais, entre eles a Ordem de Lenin (1965 e 1975). Ela também é a autora do livro de memórias Sozinha Com Memórias (С памятью наедине, 1985).

## Biografia
Sofia Giatsintova nasceu em 1895 numa família nobre de Moscou. Seu pai, Vladimir Giatsintov, era o professor da Universidade de Moscou; depois de 1914 ele se tornou o diretor do museu de Belas Artes da Universidade de Moscou. Sua mãe Elizaveta Alexeyevna Giatsintova (née Vekstern), por sua vez, foi ligada à renomada família Chaadayev. Sofia lembrou sua infância como sendo feliz. Sua família adorava teatro; Vladimir Giatsintov era membro da Sociedade Shakespeariana de Moscou e dramaturgo amador. Quando era uma estudante de ginásio, Sofia decidiu que seria atriz e começou a ter aulas com Elena Muratova, uma atriz do Teatro de Arte de Moscou (МХАТ) e, no verão de 1910, juntou-se a sua trupe.
No teatro de arte, Giatsintova tornou-se parte do grupo ativo de jovens atores, entre eles Yevgeny Vakhtangov, Mikhail Chekhov e Serafima Birman, que logo ficou conhecido como o primeiro estúdio do museu e depois como Segundo Teatro de Arte de Moscou. Entre seus papéis mais conhecidos está Maria em Noite de Reis de William Shakespeare (1917 e 1933), Sima (Crank, de Alexander Afinogenov, 1929), Nelly (Humilhados e Ofendidos por Fyodor Dostoyevsky, 1932). Em 1924, casou-se com Ivan Bersenev, um ator do teatro e depois diretor artístico. Em 1936, quando МХАТ 2 fechou, Giatsintova (junto com Bersenev e Birman) mudou-se para o Teatro Lenkom, de onde se tornou líder em 1952.
Em 1946, Giatsintova estrelou O Voto de Mikheil Chiaureli, atuando no papel de Varvara Petrovna: uma mulher que viaja até Moscou a pé para dar a Lenin uma carta escrita por pessoas comuns, apenas para descobrir que o grande líder revolucionário acabou de morrer. Ela se encontra na Praça Vermelha e, em vez disso, entrega a carta a Iosif Stalin, logo depois de proclamar sua lealdade à causa de Lenin, discursando no funeral. O filme rendeu à Giatsintova o Prêmio Stalin, mas que não foi visto muito após a morte do ditador soviético em 1953.
Em 1955, Giatsintova foi homenageada com o título de Artista do Povo da União Soviética. Seu aclamado livro de memórias denominado Sozinha Com Memórias (С памятью наедине) foi lançado em 1985. Sofia Giatsintova morreu em 12 de abril de 1982, em Moscou. Ela foi enterrada no Cemitério Novodevichy.